# Godinești
Godinești est une commune roumaine située dans le județ de Gorj.